# IC 3879
IC 3879 је спирална галаксија у сазвјежђу Ловачки пси која се налази на листи објеката дубоког неба у Индекс каталогу.
Деклинација објекта је + 38° 37' 43" а ректасцензија 12h 54m 32,0s. Привидна величина (магнитуда) објекта IC 3879 износи 15,7 а фотографска магнитуда 16,5. IC 3879 је још познат и под ознакама MCG 7-27-2, PGC 43911.